# Józef Stotko
Józef Stotko (ur. 5 marca 1899 w Grąbkowie, powiat Rawicz, zm. 21 października 1939 w Lesznie) – polski kupiec, powstaniec wielkopolski, kapral Wojska Polskiego.

## Życiorys
Syn Teodora i Marii z d. Wachowiak. Brał udział w powstaniu wielkopolskim, a następnie jako żołnierz Wojska Polskiego uczestniczył w wojnie polsko-bolszewickiej w 1920. Żonaty 1928 ze Stanisławą (z d. Cichowlas) mieli dwoje dzieci. Po demobilizacji prowadził działalność gastronomiczną. Skarbnik leszczyńskiego Koła Związku Powstańców Wielkopolskich. Zmobilizowany w sierpniu 1939. Uczestnik kampanii wrześniowej 1939.
Józef Stotko już przed wybuchem II wojny światowej został wytypowany jako jeden ze „szczególnie niebezpiecznych dla Rzeszy” (niem. „Sonderfahndungsbuch Polen”) przez V kolumnę miejscowych Niemców.
Po powrocie do Leszna 18 października 1939 został aresztowany. Według odpisu niemieckiego wykazu wydanych kar śmierci Józef Stotko w rubryce zawierającej informacje obciążające wpisane ma: Skarbnik Związku Powstańców. Rozstrzelany podczas publicznej egzekucji przeprowadzonej w ramach Operacji Tannenberg pod murem więzienia.
Pochowany w nieoznakowanej zbiorowej mogile, poza murem cmentarnym na alei do Borowej Karczmy. W każdą rocznicę egzekucji, pod tablicą (odsłoniętą 21 października 1945) upamiętniającą to wydarzenie odbywa się uroczysty apel poległych. 21 października 1986 odsłonięto też tablicę z nazwiskami ofiar mordu na zbiorowej mogile.